# Палестинска освободителна армия
Палестинската освободителна армия (ПОА) е бивша редовна военна сила, съставена от палестинци, които се набират главно в Сирия.
ПОА е била обучавана и оборудвана от сирийци и не е била под опеката на Организацията за освобождение на Палестина (ООП).
Достига своята максимална сила от 12 000 войници, разгърнати в 8 бригади. ПОА действа като помощна част към сирийската армия, като поне една бригада подпомага египетската армия.
Голяма част от ПОА е унищожена след израелската операция „Мир за Галилей“ в Южен Ливан през 1982.